# Favolaschia citrina
Favolaschia citrina är en svampart som beskrevs av Kobayasi 1982. Favolaschia citrina ingår i släktet Favolaschia och familjen Mycenaceae.   Inga underarter finns listade i Catalogue of Life.